# Elijah Winnington
Elijah Jack Winnington (* 5. Mai 2000 in Gold Coast) ist ein australischer Schwimmer. Er gewann bei den Olympischen Spielen in Tokio eine Bronzemedaille für einen Vorlaufeinsatz. Bei Weltmeisterschaften erschwamm er einmal Gold und einmal Silber.

## Karriere
Elijah Winnington schwimmt für den St Peters Western Swim Club in Brisbane. Bei den Juniorenweltmeisterschaften 2017 gewann er zwei Bronzemedaillen über 200 Meter Freistil und mit der 4-mal-100-Meter-Mixed-Freistilstaffel. Mit der 4-mal-200-Meter-Freistilstaffel belegte er den vierten Platz. 2018 bei den Commonwealth Games in seiner Heimatstadt Gold Coast erschwamm Winnington mit der 4-mal-200-Meter-Freistilstaffel in der Besetzung Mack Horton, Elijah Winnington, Kyle Chalmers und Alexander Graham die Goldmedaille vor den Engländern und den Schotten. Bei den Pan Pacific Swimming Championships 2018 erreichte Winnington das Finale über 400 Meter Freistil und belegte den siebten Platz.
Nach dem durch die COVID-19-Pandemie bedingten Ausfall fast aller Meisterschaften im Jahr 2020 fanden 2021 die Olympischen Spiele in Tokio statt. Über 400 Meter Freistil gewann Winnington seinen Vorlauf zeitgleich in 3:45,20 min mit seinem Landsmann Jack McLoughlin. Während sich McLoughlin im Endlauf gegenüber dem Vorlauf um fast zwei Sekunden steigern konnte und die Silbermedaille gewann, belegte Winnington mit der gleichen Zeit wie im Vorlauf den siebten Platz. Über 200 Meter Freistil schied Winnington als 22. der Vorläufe aus. In der 4-mal-200-Meter-Freistilstaffel qualifizierten sich Alexander Graham, Mack Horton, Elijah Winnington und Zac Incerti mit der zweitschnellsten Zeit für das Finale. Im Finale gewannen die Briten vor der Staffel des Russischen Olympischen Komitees. Mit 0,03 Sekunden Rückstand gewannen die Australier Bronze in der Besetzung Alexander Graham, Kyle Chalmers, Zac Incerti und Thomas Neill. 0,59 Sekunden hinter den Australiern belegte die Staffel aus den Vereinigten Staaten den vierten Platz. Die nur im Vorlauf eingesetzten Schwimmer der Staffeln erhielten ebenfalls eine Medaille.
Im Mai 2022 gewann Winnington bei den australischen Meisterschaften die Titel über 400 und 800 Meter Freistil. Einen Monat später siegte Winnington bei den Weltmeisterschaften in Budapest über 400 Meter Freistil in 3:41,21 min mit anderthalb Sekunden Vorsprung auf den Deutschen Lukas Märtens. Über 200 Meter Freistil erreichte er ebenfalls das A-Finale und belegte den achten Platz. Im Finale der 4-mal-200-Meter-Freistilstaffel schlugen die Australier in der Besetzung Elijah Winnington, Zac Incerti, Samuel Short und Mack Horton als Zweite an, hatten aber über drei Sekunden Rückstand auf die Staffel aus den Vereinigten Staaten. Bei den Commonwealth Games in Birmingham gewann Winnington drei Goldmedaillen und eine Bronzemedaille. Über 400 Meter Freistil siegte er vor Samuel Short und Mack Horton. Über 200 Meter Freistil wurde er Dritter hinter dem Schotten Duncan Scott und dem Engländer Tom Dean. Die 4-mal-100-Meter-Männer-Freistilstaffel mit Flynn Southam, Zac Incerti, William Yang und Kyle Chalmers siegte vor den Engländern und den Kanadiern, Winnington kam nur im Vorlauf zum Einsatz. Die 4-mal-200-Meter-Freistilstaffel mit Elijah Winnington, Flynn Southam, Zac Incerti und Mack Horton schlug in ihrem Finale vor den Engländern und den Schotten an. 2023 bei den Weltmeisterschaften in Fukuoka belegte Winnington den siebten Platz über 400 Meter Freistil. Die 4-mal-200-Meter-Freistilstaffel erschwamm die Bronzemedaille, wobei Winnington hier nur im Vorlauf eingesetzt wurde.
Im Februar 2024 bei den Weltmeisterschaften in Doha siegte über 400 Meter Freistil der Südkoreaner Kim Woo-min mit 0,15 Sekunden Vorsprung vor Winnington, der seinerseits 0,1 Sekunden vor Lukas Märtens anschlug. Nachdem Winnington Siebter über 200 Meter Freistil geworden war, wurde er über 800 Meter Freistil mit zwei Sekunden Rückstand Zweiter hinter dem Iren Daniel Wiffen. Fünf Monate später bei den Olympischen Spielen 2024 in Paris gewann Winnington über 400 Meter Freistil die Silbermedaille hinter Lukas Märtens und vor Kim Woo-min. Über 800 Meter Freistil wurde Winnington Achter. Die 4-mal-200-Meter-Freistilstaffel mit Kai Taylor, Zac Incerti, Flynn Southam und Thomas Neill erreichte das Finale mit der viertschnellsten Vorlaufzeit. Im Finale waren Maximillian Giuliani, Flynn Southam, Elijah Winnington und Thomas Neill fast vier Sekunden schneller als die Vorlaufstaffel und wurden Dritte hinter den Staffeln aus dem Vereinigten Königreich und den Vereinigten Staaten.